# 西湖单尾虫
西湖单尾虫（学名：Unicauda xihuensis）为尾孢科单尾虫属的动物。在中国，分布于浙江等，营寄生生活，寄生在白鲫的头后背部两侧肌肉。